# Armata Statelor Unite ale Americii

Stindardul US Army

United States Army, scris de multe ori U.S. Army sau US Army, este denumirea oficială a forțelor armate terestre ale Statelor Unite ale Americii. Tot oficial se mai folosește și numele scurt „Army”. US Army este una din Forțele armate ale Statelor Unite ale Americii, având ca responsabilitate primară operații militare lansate pe uscat. În anul 2005 US Army a constat din 488.579 soldați activi, dintre care 333.177 se găseau în Army National Guard (ARNG) și 189.005 în rezervă (United States Army Reserve, USAR).
Actuala US Army are rădăcini adânci în Continental Army, care a fost formată la data de 14 iunie 1775, chiar înainte de crearea Statelor Unite, pentru a corespunde necesității Războiului Revoluționar American. US Army a fost creată la 3 iunie 1784 de către Congresul Confederației, imediat după încheierea Războiului Revoluționar American pentru a înlocui Armata Continentală, care fusese dezmembrată.
US Army este condusă de Departamentul (Ministerul) Armatei (în engleză Department of the Army), al cărui lider este Secretarul Armatei (Secretary of the Army), care se ocupă de partea administrativă. La rândul său, Departamentul Amatei (Department of the Army) este o divizie a Departamentului (Ministerului) Apărării al Statelor Unite (United States Department of Defense,  prescurtat colocvial DoD), care este condus de Secretarul Apărării (United States Secretary of Defense). Cel mai înalt grad militar este cel de Șef al Marelui Stat Major (Chief of Staff of the Army).